# 保坂和志
保坂 和志（ほさか かずし、1956年10月15日 - ）は、日本の小説家。
『プレーンソング』（1990年）でデビュー。『この人の閾』（1995年）で芥川賞受賞。男女の日常を通して生きる意味や人生を問う作品を発表する。作品に『カンバセイション・ピース』（2003年）、『未明の闘争』（2013年）など。

## 経歴
山梨県に生まれ、3歳より鎌倉で育つ。
栄光学園高等学校を経て、早稲田大学政治経済学部卒業。6年間の大学在学期間のうちの5年目から小説の習作を始め、6年目に同人誌『NEWWAVE』を発行、メンバーには大崎善生、松沢呉一、長崎俊一などがいたが、1号で廃刊となる。
大学卒業後の1981年、小説を書く時間のありそうな職場として西武百貨店のコミュニティ・カレッジに就職、哲学や現代思想のワークショップを企画する。
1986年ごろ、三田格らと編集プロダクションを立ち上げたが、すぐに倒産した。
随筆や他者の作品の解説などで度々書いているようにもともと早い段階から職業作家を目指していたといい、30歳を目前にして尻に火がつく思いで書いたという『ヒサの旋律の鳴りわたる』（著者のサイトでメール小説として販売）、『グノシエンヌ』、『揺藍』（『明け方の猫』所収）などの執筆を経て、1990年、『プレーンソング』を『群像』に発表しデビュー。同年の第12回野間文芸新人賞候補になる。
『群像』1993年3月号に発表した、『プレーンソング』の続編である『草の上の朝食』にて第6回三島由紀夫賞候補に選出されるも落選。『草の上の朝食』は同年8月に講談社より刊行され、第15回野間文芸新人賞を受賞した。奥泉光『ノヴァーリスの引用』（新潮社、1993年3月）が同時受賞している。同年、会社を退職。
1994年、7月に新潮社より刊行された『猫に時間の流れる』にて第8回三島由紀夫賞の候補。
1995年上期、文芸誌『新潮』に発表した「この人の閾」で芥川龍之介賞受賞。友人である「ぼく」を視点として、平凡な女性の静かな日常を描き、選考委員の日野啓三より「明日世界が滅ぶとしたらこんな最後の一日を過ごしたい」と高く評価された。
1997年、『季節の記憶』で谷崎潤一郎賞、平林たい子文学賞を受賞。穏やかな生活を描くこれまでの作風に子供の視点を加えて、日常の中に時間や自然への問いかけを織り込み評価された。
2000年8月、自身のホームページを開設。同年11月には母校である早稲田大で講演を行った。また、この年には『群像』1999年10月号に発表した『生きる歓び』にて第26回川端康成文学賞候補に選出されてもいる。
2003年7月、2年半の歳月を費やした『カンバセイション・ピース』を刊行、前作までの作風を引き継ぎつつ古い家を舞台に死や記憶への思考を展開した。同年より『新潮』連載開始の長編論考『小説をめぐって』では、カフカをはじめ小説作品を実際に読みまた解きながら、小説の現状やその可能性を考察している（『小説の自由』『小説の誕生』『小説 世界の奏でる音楽』として書籍化）。
『群像』2009年11月号より7年ぶりの長編として連載した『未明の闘争』で、2013年に野間文芸賞を受賞。
2018年、「こことよそ」で第44回川端康成文学賞を受賞。
2019年より小説的思考塾を開催。

## 作風
「ストーリー」のない何気ない日常を描くことを得意とし、静かな生活の中に自己や世界への問いかけを平明に記していく内省的な作風。主要な長編に『プレーンソング』『季節の記憶』『カンバセイション・ピース』『未明の闘争』がある。
評論やエッセイにおいては、小説を読んでいる時の時間の中にしかないもの、梗概よりも細部を重視すべきもの、思考の形式と定義し、巷間の小説に対する「文学的」な意識を批判している。『揺藍』、『コーリング』、『残響』、『〈私〉という演算』などの中・短編作品を経て、創作においても批評性・実験性を強めた。
愛猫家であり、ほとんどの作品に猫が登場する。

## 人物
妻の清水みちは英文学者で、昭和女子大学人間文化学部英語コミュニケーション学科准教授。『週刊朝日』（2006年2月24日号）の連載「夫婦の情景」にて夫妻で紹介された。
カルチャーセンター勤務一年目に、「ポロポロ」などの短編作品に感銘を受けて敬愛していた田中小実昌に講師を頼み、翻訳教室を企画。以後たびたび連絡を取っており、2000年に田中が死去した際には「小実昌さんのこと」という、田中を追悼するエッセイ風の小説を執筆した（『生きる歓び』収録）。また田中への興味から田中の師匠格にあたる小島信夫に興味を持ち、1989年より交流を始め、小島の再評価を行うようになる。2006年には20年近く絶版状態だった小島の長編『寓話』を、ホームページで協力者を募り個人出版している。
映画監督長崎俊一とは中学、高校時代の同級生であり、大学時代は長崎や矢崎仁司の自主映画に役者として携わっている。2006年には矢崎の映画『ストロベリーショートケイクス』に、中村優子演じるデリヘル嬢の客役で出演した。
哲学者樫村晴香は栄光学園高校での同級生で友人。保坂の公式ホームページ内に「樫村晴香のページ」が設けられている。
室井滋は早稲田大学時代に自主映画に出演していた際に保坂と面識を持ち、保坂の卒業後も食事を奢られるなど付き合いが続いていた。保坂が『草の上の朝食』を出版した際には帯に推薦文を寄せている。
将棋が趣味であり、羽生善治の将棋がいかに画期的であるかを論じた本、『羽生〜21世紀の将棋〜』も刊行している。
シェリングの哲学に関心があり、『人間的自由の本質』を熟読している。
ロベール・ブレッソン、小津安二郎、ジャン=リュック・ゴダール、デヴィッド・リンチなどの映画を好む。

## 作品

### 小説
- 『プレーンソング』（講談社、1990年）のち文庫、中公文庫
- 『草の上の朝食』（講談社、1993年）のち文庫、中公文庫
  - 『プレーンソング』と『草の上の朝食』は講談社文庫から二作合本で刊行
- 『猫に時間の流れる』（新潮社、1994年）のち新潮文庫、中公文庫（2003年）
  - 併録：「キャットナップ」
- 『この人の閾』（新潮社、1995年）のち文庫
  - 併録：「東京画」「夏の終わりの林の中」「夢のあと」
- 『季節の記憶』（講談社、1996年）のち中公文庫
- 『残響』（文藝春秋、1997年）のち中公文庫
  - 併録：「コーリング」
- 『＜私＞という演算』（新書館、1999年）のち中公文庫
  - 「写真の中の猫」「そうみえた『秋刀魚の味』」「祖母の不信心」「十四歳…、四十歳…」「あたかも第三者として見るような」「閉じない円環」「二つの命題」「＜私＞という演算」「死という無」
- 『もうひとつの季節』（朝日新聞社、1999年）のち中公文庫
  - 『季節の記憶』の続編。朝日新聞夕刊連載（1998年8月17日〜10月20日）
- 『生きる歓び』（新潮社、2000年）のち新潮文庫、中公文庫（2009年）
  - 併録：「小実昌さんのこと」

- 『明け方の猫』（講談社、2001年）のち中公文庫
  - 併録：「揺籃」
- 『カンバセイション・ピース』（新潮社、2003年）のち文庫、河出文庫（2015年）
- 『カフカ式練習帳』（文藝春秋、2012年）のち河出文庫
  - 短いノートや抜粋などを編集した断片集
- 『未明の闘争』（講談社、2013年）のち文庫（上下巻）
  - 2009年より「群像」にて連載。「小説の自由」シリーズを挟んで著者7年ぶりの長編小説
- 『朝露通信』（中央公論新社、2014年）のち文庫『あさつゆ通信』に改題
  - 読売新聞夕刊連載（2013年11月2日〜2014年6月21日）
- 『地鳴き、小鳥みたいな』（講談社、2016年）
  - 併録：「夏、訃報、純愛」「キース・リチャーズはすごい」「彫られた文字」
- 『ハレルヤ』（新潮社、2018年）
  - 併録：「こことよそ」「十三夜のコインランドリー」「生きる歓び」（再録）
- 『読書実録』（河出書房新社、2019年）
  - 「読書実録〔筆者のはじまり〕」「読書実録〔スラム篇〕」「読書実録〔夢と芸術と現実〕」「読書実録〔バートルビーと人類の未来〕」
- 『猫がこなくなった』（文藝春秋、2021年）
  - 「猫がこなくなった」「特別に忘れがたい猫」「ある講演原稿」「秋刀魚の味と猫算」「花揺れ土呟く」「カフカの断片」「胸さわぎ」「『事の次第』を読んでる」「夜明けまでの夜」

### エッセイ・論考
- 『羽生：21世紀の将棋』（朝日出版社、1997年）
  - 改題『羽生：最善手を見つけ出す思考法』（光文社・知恵の森文庫）
- 『アウトブリード』（朝日出版社、1998年）のち河出文庫
- 『世界を肯定する哲学』（ちくま新書、2001年）
- 『言葉の外へ』（河出書房新社、2003年）のち河出文庫
  - 単行本版のみ、樫村晴香との対談「自閉症・言語・存在」を収録
- 『書きあぐねている人のための小説入門』（草思社、2003年）のち中公文庫
- 「小説の自由」シリーズ
  - 『小説の自由』（新潮社、2005年）のち中公文庫
  - 『小説の誕生』（新潮社、2006年）のち中公文庫
  - 『小説、世界の奏でる音楽』（新潮社、2008年）のち中公文庫
- 『途方に暮れて、人生論』（草思社、2006年）
  - 改題『人生を感じる時間』（草思社文庫、2013年）
- 『「三十歳までなんか生きるな」と思っていた』（草思社、2007年）
  - 改題『いつまでも考える、ひたすら考える』（草思社文庫、2013年）
- 『猫の散歩道』（中央公論新社、2011年）のち文庫
- 『魚は海の中で眠れるが鳥は空の中では眠れない』（筑摩書房、2012年）
- 『考える練習』（大和書房、2013年）
- 『遠い触覚』（河出書房新社、2015年）
- 『試行錯誤に漂う』（みすず書房、2016年）

### 共著
- 『小説修業』（朝日新聞社、2001年）小島信夫との共著、のち中公文庫
- 『音楽談義 Music Conversations』（ele-king（Pヴァイン）、2014年）湯浅学との共著
- 『チャーちゃん』（福音館書店、2015年）絵本、絵：小沢さかえ
- 『アトリエ会議』（河出書房新社、2015年）磯崎憲一郎、横尾忠則との共著

### アンソロジー
- 『小説を書きたい人の本』（成美堂出版 、2005年）清原康正監修
- 佐々木正人編『包まれるヒト――〈環境〉の存在論』（岩波書店 、2007年）
  - 収録：「小説、言語、現実、神」
- 『ことばのポトラック』（春風社、2012年）大竹昭子編
  - 収録：「日々と拠点、またはコンちゃんの話」

- 『もの書く人のかたわらには、いつも猫がいた NHK ネコメンタリー 猫も、杓子も。』（河出書房新社、2019年）
- 『掌篇歳時記 春夏』（講談社、2019年）
  - 収録：「腐草為螢」
- 『異常論文』（ハヤカワ文庫、2021年）
  - 収録：「ベケット講解」

### 単行本未収録作品

#### 小説
- 「ヒサの旋律の鳴りわたる」（著者サイトにてメール小説として販売）
- 「グノシエンヌ」（部分）（『群像』1996年10月号）
- 「ある講演原稿」（『三田文学』2017年冬季号）
- 「花揺れ土呟く」（『文學界』2017年8月号）
- 「鉄の胡蝶は〜」（『群像』2018年8月号 - 連載中）
  - 各回タイトルの「鉄の胡蝶は」以降が異なる
- 「朝から妖精」（未完）
  - 保坂がTwitterに原稿の状態で2018年9月30日から11月25日まで毎日投稿していたもの[10]
- 「夜明けまでの夜」（『文學界』2019年12月号）
- 「UFOとの対話」（『群像』2020年1月号）
- 「胸さわぎ」（文学ムック『ことばと』vol.1）
  - 上記「朝から妖精」が前半部に使用されている

#### 随筆・論考・対談
- 連載「TELL TALE SIGNS」（『三田文学』2017年冬季号）
  - 連載休止中[11]
- 「『やれたかも』という思いが、人生にもたらすものとは」吉田貴司との対談、吉田貴司『やれたかも委員会』1巻（双葉社、2017年）に収録

- 「親友ジミ」『文藝別冊 KAWADE夢ムック ジミ・ヘンドリックス伝説』（河出書房新社、2018年）に収録
- 「書かない者のまなざしを忘れて書くことはできない」（『群像』2019年1月号）乗代雄介との対談

- 「岩下志麻の孤独--小津安二郎の関心の移動」宮本明子、松浦莞二編著『小津安二郎 大全』（朝日新聞出版、2019年）に収録
- 「芸術を憧れる哲学」（『群像』2019年5月号）郡司ペギオ幸夫との対談
- 「新たなるベケットと小説の未来」」（『文藝 』2019年秋季号）宇野邦一 との対談
- 「夏の手前で」（朝日新聞 be on Saturday 2020年5月16日・23日・30日号）
- 「私のロールモデル」（『文學界』2020年11月号）

#### 帯文・解説
- 「偶然の幸福な芋ヅル式の連鎖」
  - 金井美恵子『タマや』（河出文庫、1999年）解説
- 枡野浩一『愛蔵版 ガムテープで風邪が治る』（新風舎、2001年）帯文
- 「ジャームッシュ以降の作家」
  - 柴崎友香『きょうのできごと』（河出文庫、2004年）解説
- 青木淳悟『四十日と四十夜のメルヘン』（新潮社、2005年）帯文
- 小島信夫『月光・暮坂 小島信夫後期作品集』（講談社文芸文庫、2006年）帯文
- 「ずうっと読めなかった『アフリカの印象』」
  - レーモン・ルーセル『アフリカの印象』（平凡社ライブラリー、2007年）解説
- 水木しげる『水木しげる 超千頁』上（INFASパブリケーションズ、2009年）帯文
- 水木しげる『水木しげる 超千頁』下（INFASパブリケーションズ、2009年）帯文
- 古谷利裕『人はある日とつぜん小説家になる』（青土社、2009年）帯文
- 佐々木中『切りとれ、あの祈る手を――〈本〉と〈革命〉をめぐる五つの夜話』（河出書房新社、2010年）帯文
- 山下澄人『砂漠ダンス』（河出書房新社、2013年）帯文
- 山下澄人『ルンタ』（講談社、2014年）帯文
- 金子薫『アルタッドに捧ぐ』（河出書房新社、2014年）帯文
- 山下澄人『砂漠ダンス』（河出文庫、2017年）解説
- 吉田貴司『やれたかも委員会』1巻（双葉社、2017年）帯文
- 坂口恭平『けものになること』（河出書房新社、2017年）帯文
- 乗代雄介『本物の読書家』（講談社、2017年）帯文
- 「二人の男の雑木林への信頼」
  - 磯﨑憲一郎『電車道』（新潮文庫、2017年）解説
- 若竹千佐子『おらおらでひとりいぐも』（河出書房新社、2017年）帯文
- フリオ・コルタサル、寺尾隆吉訳『奪われた家／天国の扉』（光文社古典新訳文庫、2018年）帯文
- 菅原亮きん『猫で人魚を釣る話』1巻（小学館 ビッグコミックス、2018年）帯文
- 阿久津隆『読書の日記』（NUMABOOKS、2018年）解説
- 別役実『別役実Ⅱ ジョバンニの父への旅／諸国を遍歴する二人の騎士の物語 』（ハヤカワ演劇文庫、2018年）解説

- 阿久津隆『読書の日記 本づくり／スープとパン／重力の虹』（NUMABOOKS、2020年）帯文
- 佐々木敦『これは小説ではない』（新潮社、2020年）帯文
- ちほちほ『みやこまちクロニクル』 (リイド社、2022年) 帯文
- 小島信夫『小説作法』（中公文庫、2023年）解説

## 小説的思考塾
2019年より隔月で講演を行っている。